# ヴァレリヤン・クイビシェフ
ヴァレリヤン・ウラジーミロヴィチ・クイビシェフ（ロシア語: Валериа́н Влади́мирович Ку́йбышев, 1888年6月6日 - 1935年1月25日）は、ロシアの革命家。ロシア内戦中は赤軍の上級政治委員。ソビエト連邦の著名な政治家。

## 生い立ち
クイビシェフは1888年、オムスクの軍人の家庭に生まれ、オムスク幼年団（陸軍幼年学校）で学んだ。1904年にロシア社会民主労働党へ参加。1905年、軍事医学アカデミーへ入学したが、1906年に退学させられた。1906年から1914年の間、彼はロシア帝国内各地においてボリシェヴィキのために活動し、シベリアのナリュムに追放された。1914年12月、ロシア社会民主労働党ペトログラード委員会委員となる。

## 革命期
1917年の二月革命後、彼はサマラに移り、地方ソビエトの議長となった。同年10月、サマラ革命委員会議長となり、市内のボリシェヴィキの武装蜂起を指揮した。1918年からサマラ県執行委員会議長。当時、「左翼共産主義」に加わり、ブレスト＝リトフスク条約の締結に反対した。
ロシア内戦時、陸軍・海軍革命軍事会議議員となる。1918年10月、党サマラ県委員会議長となり、アストラハンの防衛を組織した。1919年10月、全ロシア中央執行委員会トルキスタン委員会副議長兼トルキスタン戦線革命軍事会議議員。ザカスピエ攻勢時に政治委員となり、トルキスタン領内での粛清を指揮した。1920年5月、トルキスタン戦線政治局長。9月からブハラ人民ソビエト共和国全権代表。
1920年12月、全ソ労働組合中央評議会幹部会議員。1921年4月、全ロシア人民経済会議幹部会議員、11月、電気総局長。1921年から党中央委員会委員候補、1922年～1923年と1926年以降、中央委員。1922年4月～1923年4月、党中央委員会書記。1922年～1923年と1934年～1935年、中央委員会組織局員。1923年4月～1926年8月、党中央監督委員会議長。1923年～1927年、中央監督委員会幹部会議員。1923年7月から、ソ連労農監察人民委員、1926年1月～5月、ソ連人民委員会議副議長を兼任。

## 革命後
党内の派閥闘争時、クイビシェフは、「党の団結」に賛成し、ヨシフ・スターリンの忠実な支持者となった。また、工業化と集団化の信奉者でもあったクイビシェフは、1926年8月、ソ連最高人民経済委員会議長となり、ソビエト連邦の全工業を自身の手中に収めた。1927年12月、中央委員会政治局員となり、失脚するその時まで地位を保持した。
1930年、セルゴ・オルジョニキーゼに代わり、国家計画委員会（ゴスプラン）の新議長となり、1934年4月までその公務に務めた。1930年11月～1934年5月この時期には人民委員会議副議長、1932年2月～1933年4月の時期には農産物調達委員会議長を兼任した。1934年2月からソビエト連邦監督委員会議長。1934年5月、クイビシェフ自身のために新設された人民委員会議第一副議長職に任命。
彼は大粛清の推進者の1人であったが、弟で赤軍の軍団長だったニコライと最初の妻のエウゲニヤを粛清によって処刑されている（両人とも死後に名誉回復）。セルゲイ・キーロフ暗殺事件の捜査に着手して数日後、心臓発作で急死。遺骸はクレムリンの壁に葬られた。

## パーソナル
・彼は熱心な音楽家であり詩人でもあった。
・クイビシェフは二度結婚したが、実の子供は一人もいなかった。
- エウゲニヤ・コーガン（ロシア語: Евгения Соломоновна Коган、1886年 - 1937年） - 1907年からロシア社会民主労働党員。1918年、サマラ県委員会書記。1930年～1936年、党モスクワ市委員会書記。1937年、逮捕され、自白を拒否したが、銃殺。死後、名誉回復。
- パーナ・スチャシキナヤ（ロシア語: Пана Афанасьевна Стяжкиная、1890年 - 1962年） - 1908年からロシア社会民主労働党員。通商代表部、党中央委員会事務局で働き、リヒャルト・ゾルゲの暗号手も務めた。

## 顕彰
サマラ市（ロシア、サマラ州の州都）、ヴォルガール（ロシア、タタールスタン共和国）、及びハガルツィン（アルメニア）は、彼の死後に改名され、1935年から1991年まで「クイビシェフ」と呼ばれた。ロシア・ノヴォシビルスク州のクイビシェフと、アルメニアのクイビシェフの二都市は、いまだ彼の名を冠している。サマーラ近くのヴォルガ川上に1957年完成した水力発電所は、クイビシェフ水力発電所と命名された。

## 参考
- "Империя Сталина. Биографический энциклопедический словарь", Залесский К.А., Москва, Вече, 2000
- （ロシア語）
- （ロシア語）
- （ロシア語）